# Бойчук Йосип Павлович
Йосип Павлович Бойчук (5 грудня 1900, Великий Бичків, Австро-Угорщина — після 1945, рік та місце смерті невідомі) — закарпатський політичний і громадський діяч лівого спрямування, письменник і публіцист.

## Біографія
Навчався в народній школі. Наприкінці Першої світової війни був призваний до австро-угорської армії, після демобілізації брав участь у революційних подіях 1919 року, воював у складі угорської Червоної армії, потрапив до румунського полону, працював на лісопильному заводі у північній Трансільванії.
Після повернення в рідне село став одним із лідерів комуністичного руху на Підкарпатській Русі. Брав участь у створенні Міжнародної соціалістичної партії Підкарпатської Русі (1920), після її перетворення в Підкарпатську крайову організацію Комуністичної партії Чехословаччини був окружним, пізніше — регіональним секретарем Комуністичної партії Чехословаччини (1921—1922).
Член товариства «Просвіта» (1920—1939). У 1920—1928 роках працював у партійній газеті «Карпатська правда», в 1924—1928 роках був її редактором. Як радикальний комуніст неодноразово заарештовувався владою Чехословаччини. Звільнившись, у 1930 році порвав з КПЧ (імовірно, через незгоду зі сталінізацією партії за Клемента Ґотвальда) і приєднався до соціал-демократів, працював у їхньому друкованому органі, газеті «Вперед».
В цей період написав українською мовою автобіографічний роман з утопічно-сатиричними елементами про трагічні події Першої світової війни «У сутіні руїн», який був виданий у 1937 році угорською мовою. У 1931—1938 роках — журналіст урядової угорськомовної газети «Új Közlöny». У 1938—1939 роках був технічним редактором української газети «Нова свобода».
Після анексії Закарпаття хортистською Угорщиною у березні 1939 року з сім'єю переїхав до Югославії, де працював у друкарні русинської преси — газет «Русские новини» та «Родное слово» (с. Руські-Крстур, Воєводина). У 1941 році, коли і Югославія була окупована силами Осі, повернувся на Закарпаття, у 1942—1944 роках працював в ужгородській угорськомовній газеті «Új Máramaros».
Після приходу до влади в Угорщині нацистської партії «Схрещені стріли» в 1944 році разом з дружиною-єврейкою і сином був відправлений у табір смерті Аушвіц.[джерело?] Його рідні загинули, але Бойчуку вдалося вижити й після приходу радянських військ повернутися в рідний край. Знайшов роботу на Солотвинських солекопальнях, де був представником від Хустського окружного народного комітету. Був обраний делегатом на I з'їзд народних комітетів Закарпатської України в місті Мукачево, який у жовтні 1944 року закликав до приєднання Закарпатської України з УРСР.
Наприкінці 1944 року заарештований органами СМЕРШ 4-го Українського фронту й звинувачений в «антирадянській діяльності» під час роботи в угорській газеті «Új Máramaros». 14 вересня 1945 року засуджений до 8 років виправно-трудових таборів. Його подальша доля невідома. Реабілітований у 1991 році.